# 春木川町
春木川町（はるきがわちょう）は、大阪府和泉市の中部地域にある町名。

町の高台に位置する地蔵寺では、本尊である地蔵菩薩が「腰痛地蔵尊」の愛称で親しまれている。法要の前夜には、餅差し神輿をまつる「やしょく」と呼ばれる行事が行われるほか、父鬼町観音寺から移された阿弥陀如来像の下をくぐり、腰痛平癒を祈願する祈祷が行われる。参拝者が籠り堂で一夜を過ごすこの行事は特に有名である。近年では、八雲神社の奉納行事として1955年（昭和30年）代に途絶えていた地車を復活させるなど、町の活性化にも力を入れている。

## 地理
和泉市中部地域の南西部に位置し、周囲を若樫町、松尾寺町、大野町、父鬼町、岸和田市（大沢町）と接している。

市内を南北に流れる松尾川が形成する松尾谷の最奥部にあたる。

### 河川・ため池
- 松尾川

## 歴史

### 沿革
かつての春木川村は、周辺地域の内田村・久井村・若樫村などが1605年（慶長10年）の和泉国絵図にそろって見えるなか春木川村が史料に現れるのはさらに後である。

江戸時代には伯太藩領に属した村である。当時は小規模な集落で、戸数はおおよそ50数軒とされる。村は山地に位置し、周囲の自然環境からさまざまな恵みを受けていた。集落周辺の耕地は主に畑が中心であり、水田は春木川に沿った川下の春木川出口付近に限られていた。畑では桃・柿・栗・梅・蜜柑などの果樹が植えられ、山から得られる資源も村の生活を支える重要な要素であった。

明治に入ると和泉郡春木川村となり、1889年（明治22年）には和泉郡松尾寺村・春木村・久井村・若樫村・春木川村の合併により南松尾村が発足し、村域を「大字春木川」に改称。「大字久井」に村役場を設置。その後、1896年（明治29年）に郡制の施行により泉北郡に属する。1956年（昭和31年）には和泉町、泉北郡北池田村・南池田村・北松尾村・南松尾村・横山村・南横山村の合併により和泉市が発足し「春木川町」に改称。
- 1956年（昭和31年）09月01日 - 1町6村の合併により和泉市が発足。

## 住居表示
町内全域で住居表示は実施されていない。

## 人口統計

### 人口と世帯数
2024年（令和06年）09月末日現在の人口と世帯数は以下の通りである。
| 丁目     | 男    | 女    | 丁目計 | 世帯数  |
| -------- | ----- | ----- | ------ | ------- |
| 春木川町 | 141人 | 147人 | 288人  | 132世帯 |

### 年齢別人口
2024年（令和06年）09⽉末⽇現在の年齢別人口は以下の通りである。
| 丁目     | 0-14歳 | 15-64歳 | 65歳以上 | 丁目計 |
| -------- | ------ | ------- | -------- | ------ |
| 春木川町 | 23人   | 145人   | 120人    | 288人  |

※0-14歳は年少人口、15-64歳は生産年齢人口、65歳以上は老年人口を表す。

### 人口の変遷
国勢調査による人口の推移。
| 年                 | 人口 |
| ------------------ | ---- |
| 1995年（平成07年） | 436  |
| 2000年（平成12年） | 397  |
| 2005年（平成17年） | 348  |
| 2010年（平成22年） | 321  |
| 2015年（平成27年） | 274  |
| 2020年（令和02年） | 240  |

### 世帯数の変遷
国勢調査による世帯数の推移。
| 年                 | 世帯数 |
| ------------------ | ------ |
| 1995年（平成07年） | 106    |
| 2000年（平成12年） | 100    |
| 2005年（平成17年） | 96     |
| 2010年（平成22年） | 94     |
| 2015年（平成27年） | 86     |
| 2020年（令和02年） | 83     |

## 小・中学校の通学区域
市立小・中学校の通学区域は以下の通りである。
| 丁目     | 街区 | 小中一貫校                 |
| -------- | ---- | -------------------------- |
| 春木川町 | 全域 | 和泉市立南松尾はつが野学園 |

## 産業事業所数と従業者数
2021年（令和03年）現在の経済センサス調査による事業所数と従業員数は以下の通りである。
| 丁目     | 事業所数 | 従業員数 |
| -------- | -------- | -------- |
| 春木川町 | 16箇所   | 87人     |

## 交通

### 鉄道
- 町内に鉄道路線や鉄道駅はない。

### 路線バス
- 南海バス光明池営業所管内[23]
  - 春木川線
- 停留所
  - 出口
  - 西谷口
  - 春木川

### 主な道路
高速自動車国道・一般国道・一般府道
- 国道170号
- 大阪府道20号枚方富田林泉佐野線
- 大阪府道226号父鬼和気線

## 施設

### 神社・仏閣・祭事
- 高野山真言宗地蔵寺[24] - 春木川町167
  - 河泉二十四地蔵霊場第十五番札所
  - 和泉八十八ヶ所霊場第七十一番札所
- 八雲神社　- 春木川町167
- 春木川町地車庫

### 警察・消防・医療機関
- 消防団（第三分団春木川班）[25]

### その他
- 春木川町公民館 - 春木川町614-5